# Charles-Louis Tarieu de Lanaudière
Pour les articles homonymes, voir De Lanaudière.
Charles-Louis Tarieu de Lanaudière (14 octobre 1743 – 2 octobre 1811) est un soldat, seigneur et personnalité politique du Bas-Canada.

## Biographie
Né à Québec en 1743, fils du seigneur Charles-François Tarieu de La Naudière, il étudie au petit séminaire de Québec. Il entre dans le régiment de La Sarre en 1756 et participe à la bataille de Sainte-Foy. Il retourne en France avec son régiment en 1760, mais revient à Québec en 1768. L'année suivante, il épouse Geneviève-Élisabeth, fille de Luc de la Corne. Il est nommé aide de camp du gouverneur Guy Carleton puis, en 1771, surintendant des eaux et des forêts. Il refuse d'être fait baron pour des motifs religieux. En 1777, il prend part à une expédition militaire vers New York conduite par le major-général John Burgoyne. En 1786, il est nommé au Conseil législatif de Québec et, en 1792, au Conseil législatif du Bas-Canada. Il sera aussi conseiller législatif et grand voyer, et surintendant des Postes. De sa mère, il a hérité d'une terre dans la seigneurie de Lac-Maskinongé (aussi appelée Lanaudière) et, de son père, la seigneurie de Sainte-Anne-de-la-Pérade. En 1799, il est nommé quartier-maître général de la milice.
Il meurt à Québec en 1811.
Son demi-frère, Charles-Gaspard, servit à la Chambre d'assemblée et au Conseil législatif du Bas-Canada.